# Outer Critics Circle Awards
Les Outer Critics Circle Awards sont des récompenses décernés chaque année pour des réalisations théâtrales à Broadway et Off-Broadway. Ils sont présentés par l'Outer Critics Circle (OCC), l'organisation officielle des écrivains de théâtre de New York pour les journaux de l'extérieur de la ville, les publications numériques et nationales et d'autres médias au-delà de Broadway. Les prix ont été décernés pour la première fois au cours de la saison de théâtre 1949-1950.

## Histoire
L'Outer Critics Circle a été fondé sous le nom Outer Circle pendant la saison de Broadway de 1949-1950 par un groupe de critiques de théâtre dirigé par John Gassner, un critique, essayiste, dramaturge et professeur de théâtre. Ces critiques écrivaient pour des publications académiques, des revues spécialisées, des mensuels, des trimestres et des publications hebdomadaires en dehors de la région métropolitaine de New York, et cherchaient un forum où ils pourraient discuter du théâtre en général, en particulier de la saison new-yorkaise. La création de l'OCC a également été une réaction au New York Drama Critics Circle, qui n'a pas permis aux critiques de publications moins connues de rejoindre leurs rangs aux côtés d'écrivains de grandes publications new-yorkaises et nationales.
Les première récompenses (pour la saison 1949–50) furent décernées à The Cocktail Party (pièce de théâtre) ; The Consul (comédie musicale); Sheila Guyse pour son rôle dans Lost in the Stars et Daniel Reed pour son rôle dans Come Back, Little Sheba.
Au début des années 1960, les prix et les forums de l'OCC étaient supervisés par le vétéran de Broadway Charles K. Freeman et Joseph Kay, journaliste / critique de Manhattan pour The Kansas City Star. Cette équipe a été remplacée par Marjorie Gunner, qui a dirigé le groupe pendant 25 ans avant de prendre sa retraite en 2004. Simon Saltzman, un critique de théâtre du New Jersey, a été président jusqu'en 2018, date à laquelle il a été remplacé par David Gordon de TheaterMania.
David Gordon (président) et Saltzman (maintenant vice-président), le conseil d'administration comprend actuellement Joseph Cervelli (secrétaire), Patrick Hoffman (secrétaire correspondant), David Roberts (trésorier), Harry Haun (historien), Cynthia Allen ( Éditeur Web), Richard Ridge (membre), Janice Simpson (membre) et Stanley L. Cohen (conseiller).